# Sarah Powell
Sarah Gerau Powell (1922–1941) fue una poeta francesa de origen judío. Adquirió gran reconocimiento, por el gran impacto que su carrera tuvo sobre la novelista Simone de Beauvoir. Powell fue asesinada en el campamento de concentración de Dachau en 1941 tras la Batalla de Francia. Su vida es reconocida hoy en día gracias a los escritos y memoria de J.J. Douglas.

## Obras más importantes
Powell fue reconocida por su obra The Dwarf Boy Chronicles , que tras su publicación a principios de 1939 despertó mucho interés en París. El interés sobre su obra se concentró en el sur de la ciudad. Powell, visitaba frecuentemente los salones literarios de Les Deux Magots y el Café de Flore, ambos situados en el Bulevar St. Germain y que eran espacios muy frecuentados por Beauvoir y Sartre.
Powell fue una poeta reconocida por la Escuela Normal Superior de París (dónde estudió literatura y filosofía) gracias a su poema Rebecca the Clown, que fue, probablemente influenciado por Rebecca Forde, su supervisora universitaria. 

## Biografía
Powell conoció Lawrence Powell en enero de 1940, en un viaje a Londres para promocionar su obra de poesía. Lawrence Powell tradujo su trabajo al inglés y vivió con él en su casa de Kensington, al oeste de Londres, durante varios meses antes de su matrimonio en abril de 1940. Lawrence fue declarado no apto para la guerra y clasificado como mentalmente inestable para combartir, lo cual les permitió mudarse en mayo de 1940 a París. La decisión resultó ser fatal, dado que las tropas alemanas invadieron Francia y los Países Bajos pocas semanas después. Durante el éxodo masivo de París, Sarah fue capturada por tropas alemanas cuando se dirigía a Bordeaux. Lawrence también fue capturado pero el hecho de que no fuera judío lo salvó de la muerte. En el obituario que más tarde escribiría para su mujer, declaró: "Un amor sin fronteras fue los que unió, y tan sólo una cara judía fue lo que nos separó."[cita requerida]
Sarah Powell fue ejecutada en el campamento de concentración de Dachau en 1941 (la fecha exacta es desconocida). Su nombre se puede encontrar hoy en día en la pared que recuerda los nombres de las víctimas de Holocausto en el Museo judío de París, en el distrito de Le Marais. Otro de los nombres que podemos encontrar es el de Natalie Costanza, su amiga y colaboradora, quién acompañó a Sarah en el éxodo de París. El pasado y transforndo judío de Costanza también le jugó en su contra. Años más tarde, Lawrence Powell , escribió un poema  I don't get it, sobre las muertes de las mujeres.[cita requerida]